# U.S. Route 2
La Ruta 2, Ruta Federal 2 o la U.S. Route 2 es una carretera federal de este-oeste en los Estados Unidos que se divide en dos segmentos. Atraviesa doce estados: Estado de Washington, Idaho, Montana, Dakota del Norte, Minnesota, Wisconsin, Michigan, Nueva York, Vermont, Nuevo Hampshire y Maine. El segmento occidental inicia en Everett, Washington y finaliza en St. Ignance, Michigan. El segmento oriental inicia en Rouses Point, Nueva York y finaliza en Houlton, Maine.